# استفانی کیریاکووا
استفانی کیریاکووا (بلغاری: Стефани Радославова Кирякова؛ زادهٔ ۵ ژانویهٔ ۲۰۰۱) ژیمناست ریتمیک اهل بلغارستان است.